# Noble Camí Òctuple

Roda del dharma.

El noble camí òctuple (en sànscrit: āria sṭāṅga mārga i en pali: Ariya aṭṭhaṅgika magga) és considerat, segons el budisme, com la via que mena al cessament de dukkha (‘patiment’). Aquest cessament del patiment es coneix com a nirvana. El Noble Camí és un dels ensenyaments budistes fonamentals; la quarta part de les quatre nobles veritats.
En la simbologia budista, el noble camí és usualment representat amb la roda del dharma, on cada radi representa un element del camí.
Aquest símbol també es fa servir per al budisme en general. Els elements del Noble Camí Òctuple se subdivideixen en tres categories bàsiques: saviesa, conducta ètica i entrenament de la ment (o meditació); per rehabilitar i descondicionar la ment.
En tots els elements del “noble camí”, la paraula «correcta» o «recta» és una traducció de la paraula "sammā" (en pali), que significa ‘plenitud', ‘coherència’, ‘perfecció’ o ‘ideal'.
El noble camí és:
- (pali: paññā) Saviesa

1 (sànscrit: dṛṣṭi • pali: diṭṭhi) visió o comprensió correcta
2 (saṃkalpa • saṅkappa) pensament o determinació correcta
- (Sīla) Conducta ètica

3 (vāc • vācā) Parlar correcte
4 (karmānta • kammanta) Actuar correcte
5 (ājīva • ājīva) Mitjà de vida correcte
- (samadhi) Entrenament de la ment

6 (viāiāma • vāiāma) Esforç correcte
7 (smriti • sati) Estar-Present o Consciència del moment correcta
8 (samādhi • samādhi) Concentració o Meditació correcta
Tot i que el camí està enumerat de l'u al vuit, normalment no és considerat com una sèrie de passos lineals pels quals hom ha de progressar; més aviat, els vuit elements del Noble Camí s'han de desenvolupar de manera més o menys simultània, dins del que sigui possible d'acord amb la capacitat de cada individu. Tots estan units i cadascun ajuda a la cultivació dels altres, essent aquesta una guia pràctica que es fa en paral·lel.
El Noble Camí Òctuple, per la forma com està escrit, pot comprendre's de manera ordinària o pràctica per persones no budistes o de manera transcendental i sagrada per a budistes.

## Saviesa
La categoria de la saviesa del Noble Camí està constituïda per aquells elements que es refereixen a aspectes mentals o cognitius de la pràctica del budista. Hom diu que quan algú comença a caminar en aquest noble camí i, a més a més, ha destruït les tres primeres cadenes obre l'ull del dharma, esdevenint
un sotāpanna. En general, és la recerca de coneixement transcendental, per a així no perdre's en els camins de la ignorància i la creença en mentides.

### Visió o comprensió correcta
Aquest element, de vegades traduït com ‘perspectiva’, es refereix a l'enteniment i comprensió de les quatre nobles veritats del budisme. Al Mahāsatipaṭṭhāna Sutta, el Buda Śākyamuni explica aquesta faceta:
- Entendre el patiment (El patiment existeix)
- Entendre'n l'origen (El desig és l'origen del patiment)
- Entendre la seva extinció (El cessament del desig erradica el patiment)
- Entendre el camí que mena a la seva extinció

Al Sammādiṭṭhi Sutta, Sariputra instrueix que el Correcte Enteniment pot ser aconseguit alternativament a través de l'enteniment de: el que és sa i el que és malsà, els quatre nodriments, les Dotze Nidanes o les tres corrupcions.
Per al coneixement de les Quatre Nobles Veritats s'han d'entendre uns altres fonaments budistes com: tri-laksana, anatta, nirvana, pratitya-samutpada, skandha i karma.

### Pensament o determinació correcta
Aquesta faceta, de vegades traduïda com ‘intenció’, ‘motivació’, ‘aspiració’ o ‘la nostra voluntat per canviar’, és explicada al Magga Vibhanga Sutta. Correcte pensament és:
- Intenció de nekkhamma: renúncia del camí mundà per a així poder aconseguir el nirvana, deixar anar; perquè res no és constant
- Intenció de bona fe o voluntat
- Intenció d'ahiṁsā: no-violència envers altres organismes

El pensament correcte es refereix a les emocions, i consisteix a canalitzar correctament el pensament per aconseguir una serena llibertat respecte de la sensualitat, que s'aparti de la mala voluntat i de la crueltat i que es dirigeixi vers la bondat i la compassió.

## Conducta ètica (shila)
Aquesta faceta del Noble Camí és entendre que cada cop que parlem o actuem afegim una càrrega kàrmica com a conseqüència.
L'ètica és considerada la base o fundació sobre la qual els pensaments i pràctiques insanes s'acaben i els estats meditatius superiors comencen.
Aquest aspecte del Noble Camí Òctuple és el més extravertit, perquè tracta directament amb la relació entre budistes i altres membres de la seva societat.
A més a més, aquest subgrup del Noble Camí Òctuple constitueix els Cinc Preceptes (sànscrit: pañcha śīla, pali: pañcha sīla), la base de l'ètica budista:
- Abstenir-se de destruir la vida.
- Abstenir-se de prendre el que no ens és donat.
- Abstenir-se de conductes sexuals inapropiades o danyoses.
- Abstenir-se de no dir el que és propi.
- Abstenir-se de mantenir visions equivocades de la realitat.

Al Cetana Sutta (sutra sobre la consciència), el Buda Gautama diu que l'ètica és virtut (sense aferrar-se a la virtut) que dona llibertat de remordiment, la qual porta a l'alegria, serenitat i altres característiques de la natura de Buda.
És en la naturalesa de la realitat que la llibertat del remordiment sorgeix en la persona dotada de virtut, consumada en virtut.
En el budisme, això és també un dels Deu Records juntament amb les Tres Joies.
Hi ha el cas del noble deixeble que recorda les seves pròpies virtuts, llavors [són] irrompibles, sense taca, sense esquitxada, alliberades, elogiades pels savis, sense brutícia, propícies per a la contemplació.

### Parlar correcte
És la forma en què els budistes fan el millor ús del seu parlar o llenguatge.
Al Canon Pali, aquest aspecte del Noble Camí és explicat de la manera següent:
Abstenir-se de mentirAbandonant la mentida, s'absté de mentir. Parla la veritat, es manté amb la veritat, és ferm, fiable, no algú que enganya els altres...
Abstenir-se del parlar calumniós, difamadorAbandonant el parlar calumniós, difamador, s'absté del parlar calumniós, difamador. El que ha sentit aquí no ho diu allà, per separar aquella gent de la gent d'aquí. El que ha sentit allà no ho diu aquí, per separar aquella gent de la gent d'allà. Així, reconciliant els qui s'haguessin separat o enfortint els qui estan en unió, estima la concòrdia, li plau la concòrdia, gaudeix la concòrdia, parla creant concòrdia...
Abstenir-se del parlar irrespectuósAbandonant el parlar irrespectuós, s'absté de parlar irrespectuós. Parla paraules que són tranquil·litzadores per a l'oïda, que són afectives, que van al cor, que són educades, atractives i plaents per a la gent en general...
Abstenir-se del parlar frívolAbandonant el parlar frívol, s'absté de parlar frívol. Parla el que convé, parla el que és un fet, el que està d'acord amb la meta, el Dharma i la Vinaya. Parla paraules que val la pena atresorar, convenients, raonables, circumscrites, connectades a la meta.
Respecte de dir la veritat sobre coneixement mundà, el Cunda Kammaraputta Sutta (AN 10.176) atribueix a Gautama el següent:
«Hi ha el cas en què una certa persona, abandonant la mentida, s'absté de la mentida. Quan algú ha estat anomenat [...], si hom li pregunta com a testimoni: “Vingueu i digueu, bona persona, el que vós sabeu”: Si no sap, diu, “No sé”. Si sap, diu, “Sí que sé”. Si no ha vist, diu, “No he vist”. Si ha vist, diu, “Sí que he vist”. Així no diu mai conscientment una mentida pel seu propi bé, ni pel bé d'una altra persona, ni per cap recompensa. Abandonant el fals parlar, s'absté del fals parlar».
Respecte de dir la veritat sobre coneixement espiritual, el Canki Sutta (Majjhima Nikaya 95) atribueix a Gautama les següents prevencions:
«Si una persona té convicció, declara: “Aquesta és la meva convicció”, salvaguarda la veritat. Pero no arriba a la conclusió definitiva “només això és veritat; tota la resta no té valor”».
«Si a una persona li agrada alguna cosa […] sosté una tradició irrompible […] té quelcom raonat a través de l'analogia […] té alguna cosa en el qual està d'acord, havent analitzat diferents punts de vista, declara: “Això és quelcom en el qual estic d'acord, havent analitzat diferents punts de vista”. Així salvaguarda la veritat. Però no arriba a la conclusió definitiva “només això és veritat; tota la resta no té valor”».
Walpola Rahula resumeix aquest factor del camí quan diu que abstenint-se de participar en "formes de parlar males i danyoses" significa que "hom naturalment ha de dir la veritat, ha de fer servir mots amigables i benevolents, plaents i amables, significatius i útils".

### Actuar correcte
"Actuar correcte" o "conducta correcta" tracta amb la manera apropiada en què els budistes haurien d'actuar en la seva vida diària. Al Sutra Cunda Kammaraputta (AN 10.176), aquest aspecte del Noble Camí és explicat així:
Abstenir-se de prendre la vidaHi ha el cas d'una certa persona que, abandonant la presa de la vida, s'absté de prendre la vida. Medita amb la seva canya de pescar en descans, el seu ganivet en descans, escrupolós, misericordiós, compassiu pel benestar de tots els éssers vius.
Abstenir-se de prendre el que no és donat, de robarAbstenint-se de prendre el que no és donat, s'absté de prendre el que no és donat. No pren, com un lladre, coses en una aldea o en la naturalesa, que pertanyin a altri i no els hagin donat.
Abstenir-se de conductes sensuals inapropiades, danyosesAbstenint-se de conductes sensuals inapropiades, danyoses, s'absté de conductes sensuals inapropiades, danyoses.

### Mitjà de vida correcte
El "sustent" o "mode de subsistència correcte" està basat en el concepte d'ahíṁsā o inofensivitat, i essencialment declara que un budista no hauria d'optar per oficis o professions en els quals, directament o indirecta, danyi altres éssers vius o sistemes. Aquestes ocupacions inclouen "comerciar armes letals, begudes intoxicants, verins, matar animals", entre d'altres. "Comerciar amb humans" —com ara comerç d'esclaus i prostitució— és també incorrecte, i també altres formes deshonestes de guanyar riquesa, com ara "corrupció, estafes, enganys, robatoris, intrigant, persuadint, insinuant, subvalorant, [i] persiguint guanys amb guanys". En resum, Mitjà de vida Correcte consta de:
- Renunciar a un viure incorrecte.
- Guanyar-se la vida d'una manera correcta.

Per un exemple en el qual el Buda Gautama instrueix un laic en la manera propícia per guanyar i protegir les riqueses materials, incloent-hi consells per estalviar, vegeu el Dighajanu Sutta.

## Samādhi; Entrenament de la ment
Aquesta agrupació dels tres últims graons del camí (samādhi) és la que rep una varietat més gran de traduccions per part de diferents autors, que poden referir-s'hi també com a ‘meditació’, ‘concentració’, ‘disciplina mental', ‘cultiu de la ment i cor’ o ‘estar present’. Aquesta secció està constituïda pels elements que tracten sobre com el practicant budista pot anar transformant l'activitat de la seva ment, les seves emocions i la manera de veure la realitat.

### Esforç correcte
Aquest apartat (en sànscrit: vyāyāma) forma part de samādhi, per la qual cosa s'entén que l'esforç és mental. Vyāyāma involucra l'esforç continu, la pràctica conscient per a, essencialment, mantenir la ment lliure de pensaments que podrien perjudicar l'habilitat per realitzar o posar en pràctica els altres elements del Noble Camí. Per exemple, desitjar-li el mal a un altre organisme contradiu el precepte —contingut en el pensament correcte— de desitjar el millor per als altres (incloent-hi que tots aconsegueixin el nirvana). Aquest element es refereix al procés d'intentar desarrelar aquests pensaments malsans i reemplaçar-los.
L'esforç (de vegades anomenat també diligència o energia) correcte, per a un budista és considerat involucrar-se en un esforç que és sa en termes del karma; això significa, en termes de les conseqüències que tinguin aquests esforços.
Per aconseguir un esforç correcte cal (vīria) o energia espiritual. Les quatre etapes d'aquesta faceta són explicades en el sutra SN 45.8:
Esforçar-se a prevenir el que és insà que no ha sorgit encaragenera desig, esforços, persistència, defensa i exerceix la seva intencionalitat que el mal no sorgeixi; abans que aquestes qualitats insanes sorgeixin.
Esforçar-se a destruir l'insà que ha vingutgenera desig, esforços, persistència, defensa i exerceix la seva intencionalitat que el mal sigui abandonat; quan aquestes qualitats insanes ja han sorgit.
Esforçar-se a produir el que és sa que no ha sorgit encaragenera desig, esforços, persistència, defensa i exerceix la seva intencionalitat que el bé sorgeixi; abans que aquestes qualitats sanes sorgeixin.
esforçar-se a cultivar el sa que ha vingutgenera desig, esforços, persistència, defensa i exerceix la seva intencionalitat per al manteniment, no-confusió, increment, plenitud, desenvolupament i culminació del bé; quan aquestes qualitats sanes ja han sorgit.

### Smrti; atenció conscient correcta
Aquest element tracta en detall sobre la contemplació atenta i conscient en el budisme i es refereix a la pràctica de mantenir la ment en l'instant present (estar en l'ara, el present), atenta de fenòmens a mesura que vagin afectant el cos i la ment. Al Magga-vibhanga Sutta i altres sutres aquest aspecte s'explica de la següent manera:
- kayanupassana: contemplació del cos atenta, conscient

contempla el seu propi cos... conscient, atent, contemplant... havent-se ja alliberat, desarrelat del desig i l'aversió mundans.
- vedananupassana: contemplació atenta, conscient, de la percepció del seu entorn

contempla la pròpia percepció del seu entorn. conscient, atent, contemplant... havent-se ja alliberat, desarrelat del desig i l'aversió mundans.
- cittanupassana: contemplació atenta, conscient, de la ment

contempla la seva pròpia ment. conscient, atent, contemplant... havent-se ja alliberat, desarrelat del desig i aversió mundans.
- dhammanupassana: contemplación atenta, conscient, dels seus pensaments

contempla la percepció dels seus pensaments. conscient, atent, contemplant... havent-se ja alliberat, desarrelat del desig i l'aversió mundans.
La Maha-parinibbana Sutta (DN 16) explica:
"I com, Ananda, és una persona una illa en si mateixa, refugiant-se en si mateixa, sense necessitat de buscar refugi extern; amb el dhamma com la seva illa, el Dhamma com el seu refugi, sense necessitat de buscar un altre refugi"

### Concentració, meditació o absorció correcta
Aquest aspecte s'explica en termes dels jhānas; nivells d'absorció en la meditació:
- primer jhāna (pathamajjhana)

Bastant distanciat de la sensualitat, distanciat d'estats insans, una persona entra en la primera absorció (jhāna): èxtasi (piti) i felicitat (sukha) neixen del desarrelament, acompanyats pel pensament discursiu i verbal (vitakka i vicara).
- segon jhanna (dutiyajjhana)

tranquil·litzant i relaxant la ment, una persona entra en la segona absorció (jhāna): èxtasi (piti) i felicitat (sukha) neixen de la concentració en la pròpia consciència (ekaggata) lliure del pensament discursiu i verbal (vitakka i vichara).
- tercer jhanna (tatiyajjhana)

Amb l'èxtasi esvaït, una persona es manté equànime, atenta, conscient, contemplant, físicament sensitiva al plaer. Entra i es manté en la tercera absorció (jhāna); anomenat ara per persones nobles "equànime i contemplatiu, algú que té una morada plaent"
- quart jhanna (catutthajjhana)

Amb l'abandonament del plaer i el dolor... com amb la desaparició anterior de l'èxtasi i de la tensió... entra i es manté en la quarta absorció (jhāna): puresa en equanimitat (upeksa) i contemplació, ni en plaer ni en dolor.